# Morena Ship
Die Morena Ship (englische Transkription von russisch Морена Шип Morena Schip, deutsch ‚Schiff-Moräne‘) ist eine Moräne im ostantarktischen Mac-Robertson-Land. Sie liegt nordöstlich des Keyser Ridge im Süden der Prince Charles Mountains.
Russische Wissenschaftler benannten sie. Der weitere Benennungshintergrund ist nicht überliefert.